# لويز تروي
لويز تروي (بالإنجليزية: Louise Troy)‏ هي ممثلة أمريكية، ولدت في 9 نوفمبر 1933 في نيويورك في الولايات المتحدة، وتوفيت بنفس المكان في 5 مايو 1994 بسبب سرطان الثدي.

## ترشيحات
- جائزة توني عن فئة أفضل ممثلة في مسرحية موسيقية [الإنجليزية]‏ (1967)

## وصلات خارجية
- لويز تروي على موقع IMDb (الإنجليزية)
- لويز تروي على موقع ميوزك برينز (الإنجليزية)
- لويز تروي على موقع قاعدة بيانات برودواي على الإنترنت (الإنجليزية)
- لويز تروي على موقع ديسكوغز (الإنجليزية)
- لويز تروي على موقع قاعدة بيانات الفيلم (الإنجليزية)